# Utetheisa rubra
Utetheisa rubra är en fjärilsart som beskrevs av Rothschild 1914. Utetheisa rubra ingår i släktet Utetheisa och familjen björnspinnare. Inga underarter finns listade i Catalogue of Life.